# Un certain monsieur Bingo
Pour plus de détails, voir Fiche technique et Distribution.
Un certain monsieur Bingo (Requiem per un agente segreto) est un film d'espionnage ouest-germano-hispano-italien de Sergio Sollima sorti en 1966.

## Synopsis
Le britannique Jimmy Merrill travaille comme pigiste pour le renseignement étranger américain et est connu pour ses méthodes. Son patron l'envoie au Moyen-Orient après le meurtre d'un collègue américain afin de retrouver le patron de l'organisation secrète Green Star qui tue les agents occidentaux. Le chef de cette organisation est Oscar Rubeck, un agent des services secrets allemand de l'époque nazie qui travaille désormais avec plusieurs industriels et tueurs à gages professionnels.

## Fiche technique
- Titre original : Requiem per un agente segreto
- Titre français : Un certain M. Bingo
- Titre espagnol : Consigna: Tánger 67[1]
- Titre allemand : Der Chef schickt seinen besten Mann
- Réalisation : Sergio Sollima
- Scénario : Sergio Donati, Antonio del Amo, Sergio Sollima
- Production : Alberto Grimaldi
- Sociétés de production : Constantin Film, Produzioni Europee Associati, Venus P.C. S.L.
- Musique : Antonio Pérez Olea
- Photographie : Carlo Carlini
- Montage : Francisco Jaumandreu, Waltraut Lindenau
- Costumes : Nadia Vitali
- Pays de production :  Italie,  Espagne,  Allemagne de l'Ouest
- Langue originale : italien
- Format : Couleur - 35mm - 2,35:1 - son Mono
- Genre : film d'espionnage
- Durée : 102 minutes
- Dates de sortie :
  - Italie : 15 octobre 1966
  - Espagne : 10 mars 1967
  - Allemagne de l'Ouest : 14 avril 1967
  - France : 24 avril 1968

## Distribution
- Stewart Granger : Jimmy Merrill
- Daniela Bianchi : Evelyn
- Peter van Eyck : Oscar Rubeck
- Giorgia Moll : Edith
- Maria Granada : Betty Lou
- Wolfgang Hillinger : Alexej
- Benny Deus : Moran
- Gianni Rizzo : Atenopoulos
- Mirella Panfili : secrétaire et danseuse
- Franco Andrei : Ned Robbins
- Luis Induni : Charles Bressart
- Enrique Navarro : Galvao